# Gothatea
Gothatea – wieś w Rumunii, w okręgu Hunedoara, w gminie Gurasada. W 2011 roku liczyła 251 mieszkańców.